# Escala Delisle
L'escala Delisle és una forma de mesurar temperatura creada per l'astrònom francès Joseph-Nicolas Delisle.
Les seves unitats són els graus Delisle (o  De Lisle ), es representen amb el símbol °D  i cadascun val -2/3 d'un grau Celsius o d'un kelvin. El zero de l'escala està a la temperatura d'ebullició de l'aigua i mesura 150 °D per a la fusió de l'aigua, augmenta a mesura baixen les altres escales fins a arribar al zero absolut a 559,725 °D.
Els termòmetres de mercuri construïts per Delisle comptaven amb 2400 graduacions i van ser bastant usats en la Rússia del segle xviii.